# Obdulio Morales
Obdulio Morales Ríos (7 de abril de 1910 - 9 de enero de 1981) fue un compositor, pianista, musicólogo y director  de orquesta cubano.

## Carrera

### Primeros años
Nació el 7 de abril de 1910 en la Ciudad de La Habana. Desde pequeño se interesó por las artes. Sus primeros estudios fueron de piano con una maestra estadounidense  y  más tarde completó sus estudios musicales en el Conservatorio  Municipal de La Habana.
A la edad de 12 años, comienza su carrera como pianista, tocar en distintos cines habaneros amenizando las películas silentes de la época. Al mismo tiempo, trabajaba como aprendiz en la sastrería de su padre el cual estaba vinculado a distintas sociedades negras como la nombrada Club Bohemia de la calle Lealtad. Y también  algunas de las orquestas de mayor popularidad de esos años como la de Antonio María  Romeu, Cheo Belén Puig, Augusto Valdés y Calixto Allende. Ya a los 14 años participa como pianista suplente en distintas agrupaciones bailables, entre ellas, como fundador de las orquesta Hermanos Martínez, y poco después, con los Melódicos, La Habana y en la Elegante con la popular cantante Paulina Álvarez.

### Juventud
En el año 1926, siendo muy joven Morales junto a Julio Chapotín y su orquesta, con la coreografía del maestro Armando Borroto dirige en el teatro Payret la obra teatral negra Batamú, donde por primera vez aparecen en escena los tambores, toques, cantos y bailes ceremoniales sagrados negros. Desde 1938, Morales ejerce como pianista en distintas emisoras de radio y funda el Coro Folclórico de Cuba. Acompaña a Candita Batista, Xiomara Alfaro, Celia Cruz y Alfredo León, entre otros. El grupo vocal percutivo es acompañado en ocasiones por músicos de la Orquesta Sinfónica de La Habana. Más tarde, se amplía a Conjunto Coral Sinfónico Folclórico de Cuba con la integración del grupo de tambores Isupo Irawo. Estuvo entre los que por primera vez organizaron en la radio un programa con los toques y cantos de origen yoruba o lucumí (santería) en la popular emisora Radio Cadena Suaritos el que fue todo un éxito a finales de la década del 40 en Cuba

## En los 1950s
Organizó varias orquestas para la radio, cine, cabaret y televisión. Guío orquestas y musicalizó varias películas entre ellas Romance del palmar, Sucedió en La Habana, Siete muertes a plazo fijo, Rincón Criollo, Tin Tan en La Habana y Yambaó. En el año 1955,  grabó como director el larga duración llamado Ñáñigo con la contralto puertorriqueña Ruth Fernández con canciones negras de compositores como Gilberto Valdés, Moisés Simons, Ernesto Lecuona, Facundo Rivero, Eliseo Grenet, para el sello discográfico Montilla junto a otros de su propia producción.

## Obras de historia
Obdulio Morales desarrolló una amplia labor como compositor tanto en la música popular como de concierto y partituras destinadas a la danza: “Día de Reyes” (afro), “Bembé N° 1”, “El reloj de mi casa” (para cuarteto de viento), “Pregón” con texto de  Nicolás Guillén, “Ochún” (danza), “Hoy es muy tarde” (bolero), “El velorio”, “El chismoso”, “Los feos pa' la cocina”, “Mambo en fa”, “Juliana Valdés”,  y “Con ají”, entre otros que en su época fueron muy populares. “La rumba y la guerra”, fue grabada por el cantante Oscar López, con la orquesta Havana Casino. Y para el cine cubano fue entonado el afro “Sube espuma”, (estrenada por la soprano negra Xiomara Alfaro en 1945 en la revista El milagro de Ochún en el teatro Martí) por la rumbera cubana Ninón Sevilla en la película Yambaó, y su conocido afro-mambo “Yo soy Juana Bacallao” cantado por la vedette Rosita Fornés en la película Tropicana. Dicha obra, ampliamente  popularizada por la humorista vocalista y vedette musical Juana Bacallao, desconocida por su verdadero nombre (Amelia Martínez Salazar), pero sí ampliamente identificada por ese nombre artístico. 
Otras obras de importancia son Ecué, estrenada por Candita Batista en 1938 y grabada por la cantante puertorriqueña Ruth Fernández, junto a otras, como “Obbtalá”, “Mi Ochún” y “Enlloró”, afro grabado por el pianista norteamericano Carmen Cavallaro y la orquesta de Xavier Cugat. Luego en 1964, el maestro, fue director de la Banda Gigante del Circo INIT y en 1972 de la Orquesta del Conjunto Folclórico Nacional de Cuba, con la cual viajó por Alemania, Hungría, Checoslovaquia, Bulgaria, y la antigua URSS, la Rusia actual.

## Muerte
El maestro Obdulio Morales Ríos, falleció el 9 de enero de 1981 dejando un gran legado musical de lo más genuino de la música cubana.